# Ганс Штальдер
Ганс Штальдер (нім. Hans Stalder, 27 грудня 1909, Бецінгер — 1 квітня 1983, Лозанна) — швейцарський футболіст, що грав на позиції захисника. Виступав за клуб «Лозанна», а також національну збірну Швейцарії.

## Клубна кар'єра
Багато років виступав у складі клубу «Лозанна». В сезоні 1934–1935 виграв з клубом чемпіонат Швейцарії. «Лозанна» на одне очко випередила «Серветт». В цьому ж році команда здобула Кубок Швейцарії, розгромивши у фіналі «Нордштерн» з рахунком 10:0.
В чемпіонаті 1935—1936 «Лозанна» вдруге поспіль стала переможцем. Влітку клуб взяв участь в Кубку Мітропи. Швейцарські клуби вперше отримали запрошення виступити в турнірі і розпочинали свій шлях в кваліфікаційному раунді. Всі чотири команди зі Швейцарії не змогли пройти цю стадію. «Лозанна» зустрічалась з чехословацьким клубом «Жиденіце» і в першому матчі програла з рахунком 0:5. Вдома клуб з Лозанни виграв з рахунком 2:1, але далі пройшов суперник.
В 1937 році «Лозанна» невдало виступила в чемпіонаті, опустившись на восьме місце. В кубку команда дійшла до фіналу, де з великим рахунком програла «Грассгопперу» — 0:10. Також клуб дістався фіналу національного кубка в 1939 році, де переміг «Нордштерн» (Базель) з рахунком 2:0. Третю перемогу в Кубку Швейцарії святкував в 1944 році. «Лозанна» перемогла у фіналі «Базель» з рахунком 3:0, а Штальдер був капітаном своєї команди. В тому ж сезоні виграв свій третій титул чемпіон Швейцарії.

## Виступи за збірну
1935 року дебютував в офіційних матчах у складі національної збірної Швейцарії. Його команда в товариському матчі перемогла збірну Франції з рахунком 2:1.

## Статистика виступів

### Статистика виступів в чемпіонаті
Виступи у вищому дивізіоні чемпіонату Швейцарії починаючи з сезону 1933/34.
| Сезон                       | Матчі | Голи | Клуб    |
| --------------------------- | ----- | ---- | ------- |
| Чемпіонат Швейцарії 1933/34 | 27    | 0    | Лозанна |
| Чемпіонат Швейцарії 1934/35 | 25    | 0    | Лозанна |
| Чемпіонат Швейцарії 1935/36 | 25    | 0    | Лозанна |
| Чемпіонат Швейцарії 1936/37 | 15    | 0    | Лозанна |
| Чемпіонат Швейцарії 1937/38 | 22    | 1    | Лозанна |
| Чемпіонат Швейцарії 1938/39 | 20    | 0    | Лозанна |
| Чемпіонат Швейцарії 1939/40 | 22    | 0    | Лозанна |
| Чемпіонат Швейцарії 1940/41 | 20    | 0    | Лозанна |
| Чемпіонат Швейцарії 1941/42 | 21    | 0    | Лозанна |
| Чемпіонат Швейцарії 1942/43 | 15    | 1    | Лозанна |
| Чемпіонат Швейцарії 1943/44 | 25    | 0    | Лозанна |
| Чемпіонат Швейцарії 1944/45 | 14    | 0    | Лозанна |
| РАЗОМ                       | 251   | 2    |         |

### Статистика виступів у Кубку Мітропи
| №                      | Розіграш               | Стадія                 | Дата та місце проведення | Команда 1              | Рахунок | Команда 2       | Голи |
| ---------------------- | ---------------------- | ---------------------- | ------------------------ | ---------------------- | ------- | --------------- | ---- |
| 1                      | 1936                   | кв. раунд              | 7.06.1936 Брно           | Жиденіце (Брно)        | 5:0     | Лозанна         |      |
| 2                      | 1936                   | кв. раунд              | 14.06.1936 Лозанна       | Лозанна                | 2:1     | Жиденіце (Брно) |      |
| Всього у кубку Мітропи | Всього у кубку Мітропи | Всього у кубку Мітропи | Всього у кубку Мітропи   | Всього у кубку Мітропи | 2       |                 | 0    |

## Титули і досягнення
- Чемпіон Швейцарії (3):

«Лозанна»: 1934-1935, 1935-1936, 1943-1944
- Володар Кубка Швейцарії (3):

«Лозанна»: 1934-1935, 1938-1939, 1943-1944